# Orde de Nakhímov
L'Orde de Nakhímov (en rus: Орден Нахимова; Transliterat: Orden Nakhímova) és un orde militar soviètic, establert en honor de Pàvel Nakhímov (un dels almiralls més famosos russos en tota la història, comandant de les forces navals i de terra durant el setge de Sebastòpol a la Guerra de Crimea), establert pel Decret de la Presidència del Soviet Suprem de l'URSS. Consta de 2 classes, sent el grau superior la 1a classe. Va ser instaurada el 3 de març del 1944; i els seus estatuts van ser modificats mitjançant decrets de 26 de febrer i de 16 de desembre de 1947.
Es col·loca a la part dreta del pit. Se situa després de l'Orde de Kutuzov del grau que correspongui. Està lligada a la Medalla de Nakhímov.
En total, la 1a Classe va ser atorgada en 82 ocasions, incloent 4 unitats; i la 2a Classe va ser atorgada en 469 ocasions, amb 2 concessions col·lectives.
El seu origen és de l'època de la Unió Soviètica, car va ser instaurada poc després de la mort de l'almirall. Després de la desintegració de la Unió Soviètica, Rússia va mantenir l'Orde de Nakhímov com una de les seves més altes condecoracions.

## Requeriments
És atorgada a oficials de la Marina Soviètica pels èxits que es destaquin en l'elaboració, realització i manteniment de les operacions al mar, com a resultat que es reflecteixi l'operació ofensiva de l'adversari o hagin estat recolzades les operacions actives de la flota, resultant la pèrdua massiva de forces enemigues i la conservació de les forces pròpies.
La 1a Classe és atorgada a oficials de la flota de guerra:
- Per les operacions hàbilment elaborades i ben realitzades, en la interacció de totes les forces de la flota, sobre la posició de defensa, que ha resultat en la persecució de les forces navals enemigues.
- Per la bona organització de les diverses parts de la flota que participin en el combat naval, que ha resultat en la destrucció d'importants forces enemigues o a la renúncia del seu pla, juntament amb la conservació de la mateixa flota.
- Pel contraatac ben organitzat i ben realitzat, que ha tingut com a resultat grans pèrdues enemigues i la renúncia a efectuar un desembarcament.
- Per la bona realització d'accions activen que portin subministraments a les operacions de la flota al mar, les comunicacions i la defensa de les bases i la costa.
- Per les operacions ben realitzades destinades a donar suport al flanc de l'Exèrcit Roig, per les accions actives de les forces de la flota i els desembarcaments a la costa enemiga.
- Per la bona direcció pel manteniment de les operacions de combat, que portaran com a resultat els grans èxits en el combat.

La 2a Classe és atorgada a oficials de la flota de guerra:
- Per les accions valentes i hàbils en la defensa de les comunicacions, les bases i les costes que hagin portat a la destrucció d'importants forces enemigues.
- Per les accions de valentia realitzades en el sembrat de mines prop de la costa de l'adversari o les operacions que hagin portat a la destrucció de naus de valor enemigues.
- Per les accions ben organitzades i realitzades amb valentia en el rastreig dels camps minats de l'enemic prop de les seves costes.
- Per l'execució amb èxit de la missió de combat, que a més de la valentia personal ha portat a la destrucció de les naus enemigues.
- Per la direcció dels subordinats en el combat que ha portat a la victòria davant de la superioritat numèrica enemiga.
- Per manteniment hàbil de les operacions que tenen com a resultat els grans èxits de combat.

## Història
L'orde de Nakhímov és el segon (i darrer) orde estrictament naval soviètic. Si l'Orde d'Uixakov tindria com a equivalent terrestre a l'Orde de Suvórov, l'equivalent terrestre de l'Orde de Nàkhimov seria l'Orde de Kutúzov, donats els seus estatuts de tendència de guerra defensiva.
La idea de la creació d'un ordes "marítims" va ser donada a Stalin per l'almirall Kuznetsov, comandant de la flota de guerra de l'URSS a l'estiu de 1943.
El projecte va ser elaborat pel cap de la direcció d'organització del Comissariat del Poble de la Marina de l'URSS, Capità de 1a Khomitx (autor també de la bandera de la guardia del mar, de la insígnia de la Guàrdia pels marins i del signe de cap de submarins). En l'elaboració del projecte també van prendre part M.A. Xipelevskij i E.A. Berkov. La idea de fer servir robins va ser del mateix Stalin. En els colors de la cinta es van emprar els colors de l'Orde Tsarista de Sant Jordi, igual que en l'Orde de Glòria.
L'Orde de Nakhimov de 1a classe va ser atorgada per primera vegada al Tinent General P.A. Morgunov, cap de la defensa costanera de la Flota del mar Negre per l'ajut en l'alliberament de Sebastòpol (16 de maig de 1944). Entre els primers receptors trobem al vicealmirall F.S. Oktjabrskij (25 de setembre de 1944), als almiralls A.G. Golovko i V.I. Platonov (2 de novembre de 1944), etc. La número 1 va ser lliurada el 24 de maig de 1945 al contraalmirall D.C. Feldmanu. També la van rebre unitats com la 1a Brigada de Torpedineres de Sebastòpol, la 1a Brigada de Torpedineres "Bandera Roja" de la Flota del Bàltic o la Flotilla Militar del Danubi.
El primer a rebre l'Orde de Nakhímov de 2a classe va ser el sots-oficial pilot N.I. Vassin, membre de la Flota del Nord el 5 d'abril de 1944 (no la va poder rebre mai personalment, ja que va morir en acció el 16 de maig de 1944). També la van rebre unitats com el 10è Grup de llanxes blindades de la Flotilla d'Amur "Bandera Roja".

## Disseny
L'Orde de Nakhímov de 1a classe consisteix en una estrella de 5 puntes de 55mm i amb els braços convexes en robí, amb les vores en plata i que formen àncores navals. Al mig hi ha un medalló esmaltat en blau i or, on hi ha la imatge de l'almirall Nakhímov a sobre d'una corona amb la falç i el martell en or. Al voltant del retrat hi ha la inscripció "АДМНРАИ НАХИМОВ" (Admiral Nakhímov) en or. L'anell al voltant del medalló representa una cadena. Entre els braços de l'estrella apareixen raigs que divergeixen.
La 2a Classe és igual que la 1a, excepte que és feta enterament en plata, i que en lloc dels robins, els braços de l'estrella són d'esmalt vermell i el medalló no està esmaltat.
El galó de la 1a classe és taronja amb una franja negre d'1,5mm als costats i al mig de 5mm; i la de 2a és taronja amb una franja negra d'1,5 mm als costats.